# Нову-Оризонти-ду-Норти
Нову-Оризонти-ду-Норти (порт. Novo Horizonte do Norte) — муниципалитет в Бразилии, входит в штат Мату-Гросу. Составная часть мезорегиона Север штата Мату-Гроссу. Входит в экономико-статистический микрорегион Аринус. Население составляет 2952 человека на 2006 год. Занимает площадь 938,389 км². Плотность населения — 3,1 чел./км².

## Статистика
- Валовой внутренний продукт на 2003 год составляет 17 676 121,00 реалов (данные: Бразильский институт географии и статистики).
- Валовой внутренний продукт на душу населения на 2003 год составляет 5510,01 реалов (данные: Бразильский институт географии и статистики).
- Индекс развития человеческого потенциала на 2000 год составляет 0,702 (данные: Программа развития ООН).